# 460-talet f.Kr.

## Händelser
- Bara några få år efter att det attiska sjöförbundet har bildats börjar det knaka i fogarna. År 469 f.Kr. frigör sig nämligen ön Naxos från förbundet, men blir besegrad av Aten och blir underordnad medlem av förbundet. Fyra år senare gör även Thassos uppror mot förbundet och Aten tvingas belägra staden i två år, innan man kan kuva den. Samtidigt anklagas den atenske politikern Kimon för att ha tagit mutor för att inte straffa de upproriska alltför hårt. Även om han blir frikänd börjar hans makt i Aten därmed att minska.
- År 467 f.Kr. siktas Halleys komet bevisligen för första gången.
- År 466 f.Kr. överför den atenske politikern Kimon det grekisk-persiska kriget till Mindre Asien, där perserna besegras i det avgörande slaget vid Eurymedon. Grekerna erövrar och förstör hela den persiska flottan och kan skaffa sig en rad nya allierade. Som om detta inte vore nog för perserna blir deras kung Xerxes I mördad året därpå av ministern Artabanos, som får kontrollen över det Persiska riket i flera månader, innan han själv blir mördad av Xerxes son Artaxerxes, som sedan tar över som regent i landet. I efterdyningarna efter mordet ser det persiskockuperade Egypten en chans och gör på nytt uppror mot det persiska styret.
- Även Sparta har problem med sina underlydande och 464 f.Kr., när staden drabbas av en jordbävning, gör till och med dess egna heloter (livegna) uppror. De förskansar sig på berget Ithome och det hela utvecklar sig till en så allvarlig historia, att Sparta två år senare tvingas söka hjälp av Aten, för att kuva dem. Kimon lyckas få atenarna att gå med på att skicka en undsättningsstyrka. När denna misslyckas med att storma Ithome misstänker spartanerna dock atenarna om att stå på de upproriskas sida och skickar därför hem dem. Detta får Kimons makt i Aten att helt brytas och man börjar istället gå på politikern Efialtes linje, nämligen att Sparta är Atens rival och därför bör lämnas att slåss för sig själv. Medan Sparta är upptaget med upproret passar Argos på att erövra Mykene.
- År 462 f.Kr. genomdriver Efialtes en ny lag i Aten, vilken reducerar makten hos stadens högsta rättsinstans, Areopagen. Samma år kommer Perikles till makten i Aten och kommer så att förbli till sin död 429 f.Kr. År 461 f.Kr. kan de med förenade krafter landsförvisa Kimon, men då de fortsätter att begränsa Areopagens makt blir Efialtes mördad (troligen på uppdrag av Areopagen). Då han och Kimon är borta ur Atens politik blir Perikles den dominerande politikern i staden.
- År 460 f.Kr. ber Egypten Aten om hjälp i sitt uppror mot perserna. Aten ställer gärna upp och skickar en styrka, för att kunna tillvarata sina egna intressen. Samma år utbryter dock ett krig mellan Aten och Sparta, vilket tar en del av Atens uppmärksamhet och resurser i anspråk.
- År 460 f.Kr. utbryter också oroligheter i staden Rom på Apenninska halvön, då patricier och plebejer hamnar i konflikt, samtidigt som ett uppror utbryter bland stadens slavar. Upproret slås dock snart ner av en armé från Tusculum, ledd av diktatorn Lucius Mamilius.

## Födda
- 460 f.Kr.
  - Demokritos, grekisk filosof.
  - Hippokrates, grekisk läkare.
  - Thukydides, grekisk historiker.

## Avlidna
- 465 f.Kr. – Xerxes I, kung av Persien (mördad).
- 461 f.Kr. – Efialtes, atensk politiker (mördad).
- 460 f.Kr. – Themistokles, atensk politiker.